# オットー・ジムロート
オットー・ジムロート (Otto Dimroth, 1872年5月28日 - 1940年5月16日) は、ドイツの化学者。ジムロート転位にその名を残す。また、螺旋状の冷却管を使った冷却器、ジムロート冷却器は彼の考案による。
息子のカール・ジムロート (Karl Dimroth) も化学者であった。